# Ґощиці-Середні
Ґощиці-Середні (пол. Goszczyce Średnie) — село в Польщі, у гміні Бабошево Плонського повіту Мазовецького воєводства.
Населення — 169 осіб (2011).
У 1975-1998 роках село належало до Цехановського воєводства.

## Демографія
Демографічна структура станом на 31 березня 2011 року:
|          | Загалом | Допрацездатний вік | Працездатний вік | Постпрацездатний вік |
| -------- | ------- | ------------------ | ---------------- | -------------------- |
| Чоловіки | 82      | 22                 | 54               | 6                    |
| Жінки    | 87      | 26                 | 42               | 19                   |
| Разом    | 169     | 48                 | 96               | 25                   |